# Białka (województwo małopolskie)

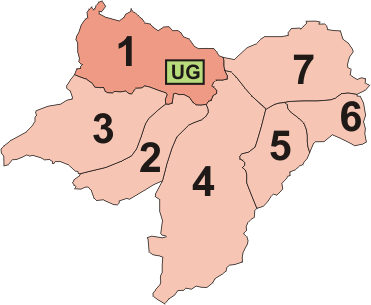
Położenie w gminie Maków Podhalański – Białka (2.)

Białka – wieś w Polsce, położona w województwie małopolskim, w powiecie suskim, w gminie Maków Podhalański.
W latach 1954–1960 wieś należała i była siedzibą władz gromady Biała, po jej zniesieniu w gromadzie Juszczyn. W latach 1975–1998 wieś administracyjnie należała do województwa bielskiego.
Zamieszkuje ją 2600 osób. Obejmuje powierzchnię 12,06 km².

## Położenie
Białka położona jest w dolinie Skawicy u jej ujścia do Skawy, na granicy Beskidu Żywieckiego i Makowskiego, na wysokości ok. 410 m n.p.m. Położona jest przy drodze krajowej nr 28 i odchodzącej od niej drogi wojewódzkiej nr 957 do Zawoi i Jabłonki. Od północy graniczy z Makowem Podhalańskim, od wschodu z – Juszczynem, od południa – ze Skawicą i od północnego zachodu – z Grzechynią.
Wieś jest podzielona pomiędzy dwie parafie: w Białce i w Makowie Podhalańskim.

## Integralne części wsi
| części wsi | Barcikówka, Bartoszówka, Bednarzowa, Biskupowa, Bogaczówka, Borówka, Czajowa, Czarnówka, Dudrakówka, Karelusowa, Koskowa, Kozłowa, Królowa, Lasikowa, Lasowa, Madejowa, Malikowa, Marszałkowa, Maryniaki, Miśkowa, Papieżowa, Pawłówka, Penowa, Radwanówka, Sałapatkowa, Sołtystwo, Surzynówka, U Gronia, Wyrodówka |

## Historia
Założona w XV w. jako jedna ze wsi starostwa lanckorońskiego. Po raz pierwszy wzmiankowana w 1564 jako Biała. Występowała także pod nazwą Zabielna. Po rozbiorach wieś przeszła, podobnie jak okoliczne wsie, na własność rządu austriackiego. W 1839 wystawił je na sprzedaż jako tzw. klucz makowski. Zakupił go hrabia Saint Genois. W 1878 r. zakupili ją Habsburgowie z Żywca.
10 lipca 2005 odbyły się w konsultacje społeczne m.in. w sprawie wydzielenia gminy wiejskiej Białka z gminy miejsko-wiejskiej Maków Podhalański. Żądania podziału gminy wynikały z nieporozumień na temat podziału finansów gminy. W konsultacjach udział wzięło 11,7% uprawnionych do głosowania, z czego 59,7% opowiedziało się za podziałem. Ostatecznie nie doszło do podziału gminy.
W 2013 we wsi oddano do użytku prywatne lądowisko Blachdom Plus Maków Podhalański.

## Legenda o jeziorze na Kamiennej Górze
Kamienna Góra znajduje się po lewej stronie koryta rzeki Skawy, nieopodal miejsca dopływu rzeki Skawicy do niej.
Dawno temu, kiedy przez Kamienną Górę prowadziła droga z Makowa na południe, na Węgry i którą uciekał za granicę jeden z naszych królów, tuż przy tej drodze stała karczma. Była często odwiedzana przez strudzonych i zmęczonych podróżą wędrowców. Pewnego dnia przejeżdżał tamtędy ksiądz z wiatykiem – Komunią św. udzielaną choremu na łożu śmierci. Zwyczaj nakazywał wtedy, aby uklęknąć. W karczmie było wówczas gwarno, goście hulali, śpiewali, tańczyli i nikt z nich, oprócz karczmarza, nie zauważył przejeżdżającego księdza. Tylko właściciel gospody wyszedł, uklęknął na jej progu i jedyny ocalał. Pozostali razem z budynkiem zapadli się pod ziemię, a w miejscu tym wypłynęła woda. Pozostał tylko próg, a na nim pochylony karczmarz. Legenda głosi, że jeszcze dziś nad brzegiem jeziora, wśród szumu drzew i śpiewu ptaków, można usłyszeć gwar i muzykę bawiących się gości.
Nie jednego śmiałka kusiły zatopione skarby. Odbywały się liczne wyprawy w poszukiwaniu cennych przedmiotów. Podobno, jak uderzano długimi gałęziami w tafle jeziora, to odczuwano opór, jakby gałęzie dotykały dachu karczmy. Nieraz topiły się tam zwierzęta, które rzadko można było uratować, gdyż woda z jeziora wciągała w swą otchłań. Jeziorko, okryte tajemniczością, istnieje do dziś.

## Kluby
- Wiejski Klub Sportowy Tempo Białka
- Koło Gospodyń

## Turystyka
- liczne szlaki turystyczne,
- przydrożna figura z 1848

## Edukacja
- Niepubliczne Przedszkole w Białce
- Szkoła Podstawowa im. Mikołaja Kopernika

## Przemysł
- drzewny – liczne zakłady rzemieślnicze,
- spożywczy – "FABIOS" jedyna w Polsce fabryka produkująca sztuczne osłonki na wędliny, zatrudnia około 500 osób, największa fabryka gminy Maków Podhalański
- odzieżowy – "Samanta" produkcja bielizny damskiej
- papierniczy – "KAR-TEK" jedna z czołowych producentów opakowań w południowej Polsce